# Samba de bumbo

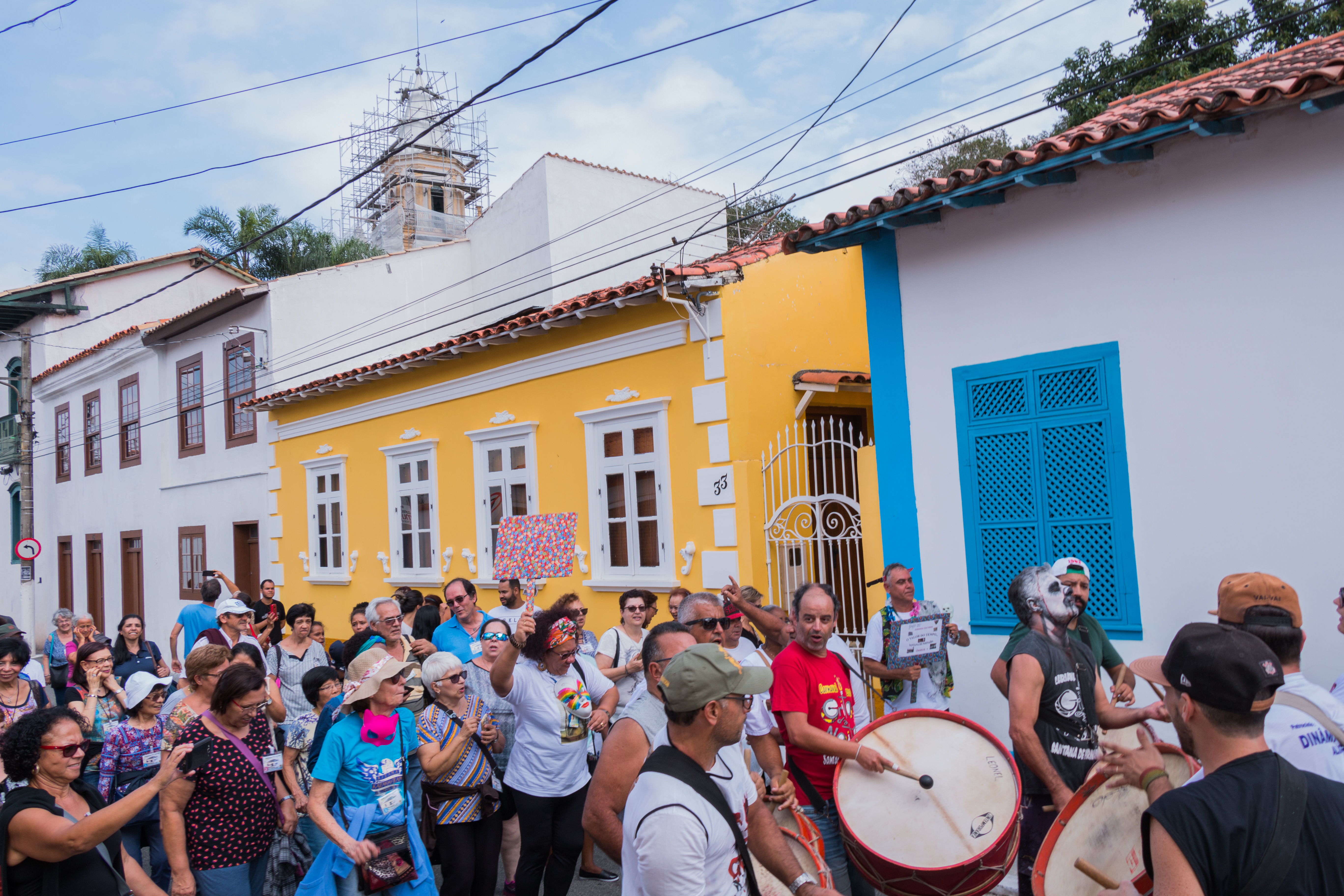
Samba de bumbo dans le centre historique de Santana de Parnaíba.

La samba de bumbo est un sous-genre de la samba typique de l'État de São Paulo,,.
Cette samba rurale primitive se joue uniquement des instruments à percussion, le bumbo étant le chef d'orchestre.